# 南魚沼市立八海中学校
南魚沼市立八海中学校（みなみうおぬましりつ はっかいちゅうがっこう）は、新潟県南魚沼市に所在する市立中学校である。

## 概要
本校は南魚沼市立中学の三校（五十沢中・大巻中・城内中）の統合により、城内中学校の跡地に開校した。（生徒数・1年：104名・2年：90名・3年：104名）

### 校章
制作：井口 やすひさ（有限会社井口デザイン研究室）
校章は八海の「八」と南魚沼市の市花「カタクリ」と南魚沼の学校周辺と中学の「中」を表している。廃校となる3校の歴史などあらゆる情報交流の絆と魅力発信をイメージしたものである。

### 教育目標
自立・共生・創造

### 前身校
本校は3つの市立中学校が統合されて創立した。いずれも人数減少に伴う統合で、各校で全校生徒数は100名前後となっていた。

## 沿革
※一部中略
- 2015年8月6日 - 校章デザイン決定。
- 2018年4月1日 - 開校・創立。

## 通学区域
#外部リンクを参照。

### 進学前小学校
- 南魚沼市立おおまき小学校
- 南魚沼市立城内小学校
- 南魚沼市立五十沢小学校

## 交通・アクセス方法
- JR上越線 五日町駅より約5.0 km（自家用車・約10分）
- JR上越線・北越急行ほくほく線 六日町駅より約7.0 km（自家用車・約15分）
- 南越後観光バス MU線・MH線「八海中学校」バス停より徒歩すぐ

## 近隣施設
- 南魚沼市立城内小学校